# رود (فیلم ۱۹۳۸)
«رود» (انگلیسی: The River) فیلمی در ژانر مستند است که در سال ۱۹۳۸ منتشر شد.